# Jacques Van den Bussche
Jacques Van den Bussche est un artiste peintre et illustrateur français né le 24 mai 1925 à Marseille (Bouches-du-Rhône), mort le 3 septembre 2001 à Venelles (Bouches-du-Rhône). Il signe ses œuvres Jacques Van den Bussche ou Jacques V.D.Bussche en deux lignes prénom/nom, sa peinture se situant dans une suite du symbolisme, du surréalisme et de l'expressionnisme, et on lui attribue parfois erronément des marines tropéziennes sans relation avec sa facture qui sont de Fernand Van den Bussche (1892-1975), lequel signe VAN DEN BUSSCHE. 

## Biographie
Né le 24 mai 1925 à Marseille, Jacques Van den Bussche est successivement élève de l'École des beaux-arts de Marseille en 1943 et de l'École nationale supérieure des beaux-arts de Paris en 1945. Il connaît ses premières expositions personnelles à Casablanca en 1952 et 1954 puis, installé au 2, square Gabriel-Fauré dans le 17e arrondissement de Paris, devient en 1961, avec notamment Philippe Cara Costea, Jack Chambrin, Georges Feher et Alain Mongrenier, l'un des artistes permanents de la Galerie Jean-Claude Bellier à Paris.

## Illustrations

### Contributions bibliophiliques
- Jean Giono, Œuvres, dix volumes illustrés de planches hors texte par Louis Berthomme Saint-André, Alain Bonnefoit, Maurice Buffet, Jacques Van den Bussche, Jannick Carron, Jean Carzou, Jean Cluseau-Lanauve, Jean Commère, André Dunoyer de Segonzac, Jean Le Guennec, Charles Guillaud, Pierre Lelong, Daniel Lourradour, Serge Markó, Jacques Pecnard, Gaston Sébire, Aimé Daniel Steinlen, Jean-Baptiste Valadié, 1.750 exemplaires numérotés, éditions Pierre de Tartas, Bièvres / Gallimard, Paris, 1974-1976.

### Dessins de couvertures
- Didier Anzieu et René Kaës, Chronique d'un groupe - Le groupe du Paradis perdu, collection « Inconscient et culture », Dunod, 1976.
- René Kaës, Haydée Faimberg, Micheline Enriquez et Jean-José Baranes, Transmission de la vie psychique entre générations, collection « Inconscient et culture », Dunod, 1993.
- Alberto Eiguer, André Carel, Francine André-Fustier, Françoise Aubertel, Albert Ciccone et René Kaës,  Le générationnel, collection « Inconscient et culture », Dunod, 1997.
- Jean Bergeret et Wilfrid Reid, Narcissisme et états limites, collection « Inconscient et culture », Dunod, 1999.
- Sous la direction de Didier Anzieu, Les enveloppes psychiques, collection « Inconscient et culture », Dunod, 2000.
- Sous la direction de René Kaës, Souffrance et psychopathologie des liens institutionnels, collection « Inconscient et culture », Dunod, 2005.
- Olivier Nicolle et René Kaës, L'institution en héritage - Mythe de fondation, transmissions, transformations, collection « Inconscient et culture », Dunod, 2008.
- Sous la direction de René Kaës et Catherine Desvignes, Le travail psychique de la formation - Entre aliénation et transformation, collection « Inconscient et culture », Dunod, 2011.
- Sous la direction d'Albert Ciccone, La part bébé de soi - Approche clinique, collection « Inconscient et culture », Dunod, 2012.

## Expositions

### Expositions personnelles
- Galerie Jean-Claude Bellier, Paris, 1961[3], 1964, avril-mai 1970[4].

### Expositions collectives

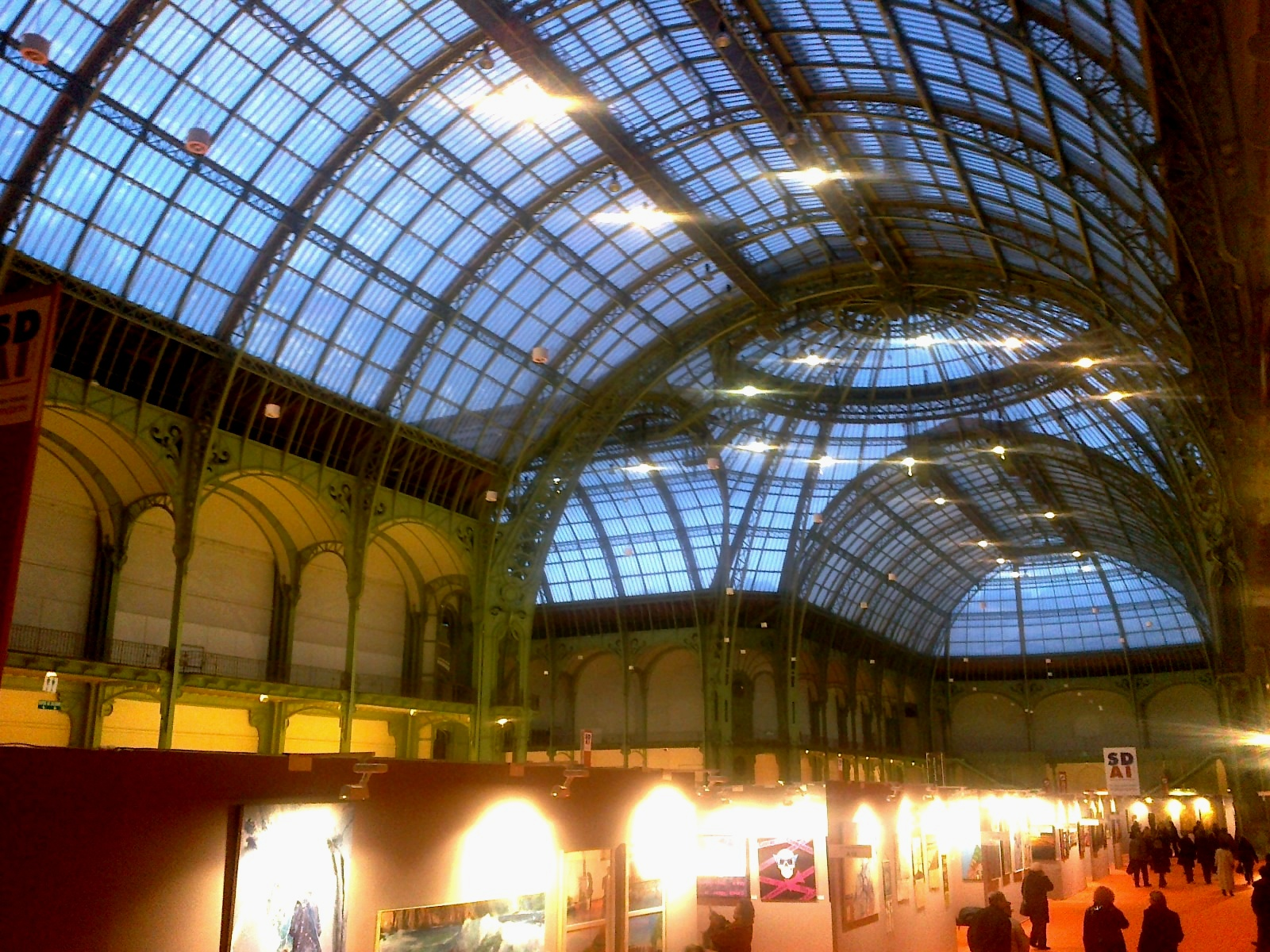
Grand Palais, Paris

- Salon de la Jeune Peinture, Grand Palais, Paris, à partir de 1953.
- Salon d'automne, Grand Palais, Paris, octobre-novembre 1960.
- Souvenir de Corot - André Dunoyer de Segonzac, Richard Bellias, Philippe Cara Costea, André Dignimont, Jacques Van den Bussche..., Maison des enfants, Viroflay, 1961.
- Grands maîtres, petits formats - Pierre Bonnard, Philippe Cara Costea, Jean Commère, Henri-Edmond Cross, Honoré Daumier, André Derain, Charles Despiau, Charles Dufresne, Raoul Dufy, André Dunoyer de Segonzac, Georges Feher, Tsugouharu Foujita, Édouard Goerg, Jean Jansem, Charles Marcon, André Marchand, Henri Matisse, André Minaux, Alain Mongrenier, Roger Mühl, Jules Pascin, Pierre-Auguste Renoir, Georges Seurat, Paul Signac, Maurice de Vlaminck, Jacques Van den Bussche, Galerie Jean-Claude Bellier, Paris, décembre 1964.

## Réception critique
- « L'évidente intégration dans l'œuvre d'art de la Nature + l'Homme (selon l'expression de Vincent van Gogh), vous la trouverez affirmée dans chaque tableau de Jacques Van den Bussche, qu'il caresse la chair d'un nu féminin ou le pare de la pourpre d'un gilet rouge. » - Guy Dornand[3]
- « Avec une économie de moyens - qui est un des privilèges de l'art moderne et le grand apport de l'art abstrait - Van den Bussche, par la seule magie des couleurs, nous plonge au sein de l'orgie cosmique des forces simples. » - André Parinaud[4]
- « Des paysages et des ports d'où surgissent des personnages bizarres, des fleurs angoissantes, des arbres d'un autre monde. » - Gérald Schurr[5]
- « Il peint des personnages errants. Sa peinture empreinte de préciosité n'est pas sans évoquer celle d'Odilon Redon » - Dictionnaire Bénézit[2].
- « Jacques Van den Bussche représente des groupes amiboïdes dont les éléments fusionnent en un immense corps : quelques têtes, quelques membres sont, tels ceux de l'Hydre, les appendices communs. Ces corps confondus, chimériques, protéiformes, figurent l'unité organique première, toujours menacée de morcellement ou de dédoublement. Figurations limites, où l'on ne sait plus où est le corps, où commence le groupe. Une même enveloppe, un même contenant les tient ensemble. » - Gilles J. Guglielmi et Claudine Haroche[6]

## Collections publiques
- Musée des Beaux-Arts de Marseille, Clocher des Accoules, huile sur toile.

## Collections privées
- Jean-Claude Bellier, Paris, huiles sur toiles dont Portrait de Jean-Claude Bellier[7].

### Fonds d'archives
- Bibliothèque Kandinsky, Centre Georges-Pompidou, dossier Jacques Van de Bussche : articles de presse, cartons d'expositions.